# هيرنان نونيز
هيرنان نونيز (بالإسبانية: Hernán Núñez de Toledo)‏ هو كاتب إسباني، ولد في 1475 في بلد الوليد في إسبانيا، وتوفي في 1553 في سلامنكا في إسبانيا.